# The Raconteurs
The Raconteurs er et amerikansk band bestående af Jack White (The White Stripes), Brendan Benson, Patrick Keeler (The Greenhornes) og Jack Lawrence (The Greenhornes). Alle medlemmerne er fra Detroit, Michigan. Deres første single udkom 24. april 2006. Samme år udgav de albummet Broken Boy Soldiers.

## Diskografi

### Studiealbum
| Broken Boy Soldiers                     | - Release date: May 16, 2006 - Label: Third Man/V2 Records - Formats: CD, music download     | 7 | — | 3 | 14 | 8 | 24 | 8  | 12 | 9  | 2 | - UK: Silver |
| Consolers of the Lonely                 | - Release date: March 25, 2008 - Label: Third Man/Warner Bros. - Formats: CD, music download | 7 | 2 | 3 | 18 | 4 | 34 | 11 | 21 | 25 | 8 | - UK: Gold   |
| Help Us Stranger                        | 2019                                                                                         |   |   |   |    |   |    |    |    |    |   |              |
| "—" denotes releases that did not chart |                                                                                              |   |   |   |    |   |    |    |    |    |   |              |

### Singles
| 2006 | "Steady, As She Goes"                   | 54 | 19 | 1  | 47 | —  | 4  | 16 | 22 | 4  | Broken Boy Soldiers     |  |  |  |
| 2006 | "Hands"                                 | —  | —  | —  | —  | —  | 14 | —  | —  | 29 | Broken Boy Soldiers     |  |  |  |
| 2006 | "Broken Boy Soldier"                    | —  | —  | —  | —  | —  | 19 | —  | —  | 22 | Broken Boy Soldiers     |  |  |  |
| 2007 | "Level'                                 | —  | —  | 7  | —  | —  | —  | —  | —  | —  | Broken Boy Soldiers     |  |  |  |
| 2008 | "Salute Your Solution"                  | —  | —  | 4  | —  | 79 | —  | —  | —  | —  | Consolers of the Lonely |  |  |  |
| 2008 | "Many Shades of Black"                  | —  | —  | 37 | —  | —  | —  | —  | —  | —  | Consolers of the Lonely |  |  |  |
| 2008 | "Old Enough"                            | —  | —  | —  | —  | —  | —  | —  | —  | —  | Consolers of the Lonely |  |  |  |
| 2008 | "Consoler of the Lonely"                | —  | —  | —  | —  | —  | —  | —  | —  | —  | Consolers of the Lonely |  |  |  |
| 2018 | "Sunday Driver"/ "Now That You're Gone" |    |    |    |    |    |    |    |    |    | Help Us Stranger        |  |  |  |
| 2019 | "Hey Gyp (Dig the Slowness)"            |    |    |    |    |    |    |    |    |    | Help Us Stranger        |  |  |  |
| 2019 | "Help Me Stranger"                      |    |    |    |    |    |    |    |    |    | Help Us Stranger        |  |  |  |
| 2019 | "Somedays (I Don't Feel Like Trying)"   |    |    |    |    |    |    |    |    |    | Help Us Stranger        |  |  |  |
|      |                                         |    |    |    |    |    |    |    |    |    |                         |  |  |  |